# Ansaldo Aeronautica
Pour les articles homonymes, voir Ansaldo (homonymie).
La société Ansaldo Aeronautica a été créée en 1917 après que les ingénieurs Umberto Savoia et Rodolfo Verduzio, avec l'aide du jeune Celestino Rosatelli, eurent remporté l'appel d'offres lancé par la Direction de l'Aviation militaire de la Regia Aeronautica. La société Gio. Ansaldo & Cie disposait jusqu'alors d'une simple division au sein du groupe industriel, spécialisée dans le domaine aéronautique. Cette division, appelée "Cantieri aeronautici di Borzoli" avait produit, depuis la création de la société, plus de 3.000 avions et 1.500 moteurs d'avions. La direction d'Ansaldo jugea que les moyens matériels à mettre en œuvre pour produire les avions objets de l'appel d'offres nécessitaient la création d'une société indépendante et la construction d'une nouvelle usine. La société Ansaldo Aeronautica est née en 1917.

## Histoire
La société Gio. Ansaldo & Cie a été créée à Gênes en 1852 avec l'appui du ministre Cavour. D'abord orientée vers la production de matériel ferroviaire, la société pris rapidement de l'importance et s'intéressa à tous les secteurs de l'industrie lourde, chantiers navals, centrales électriques, moteurs industriels et aviation. À la fin des années 1800, la société compte 7 usines et occupe plus de 10.000 salariés.
L'activité aéronautique était regroupée dans une division appelée "Cantieri aeronautici di Borzoli" du nom de la bourgade près de Gênes, lieu où était installée l'usine.
Durant l'été 1916, la "Direction de l'Aviation Militaire" de la Regia Aeronautica lance un appel d'offres pour la fabrication d'un avion de type "SV" - avion de chasse léger à haut rendement aérodynamique, conçu par les spécialistes du génie de la D.T.A.M., les ingénieurs Umberto Savoia et  Rodolfo Verduzio avec la coopération du jeune élève de Verduzio, Celestino Rosatelli, qui deviendra ensuite le grand concepteur aéronautique spécialiste de Fiat Aviazione.
Le nouvel avion militaire était un chasseur biplan dont les caractéristiques devaient supérieures à tous les avions connus du même type. La société Ansaldo remporta l'appel d'offres et reçu la commande de 2.000 appareils à livrer au rythme de 40 à 60 unités par mois.
Lors de la mise au point du contrat, il fut stipulé qu'un prototype devait être fabriqué avant le lancement de la production en série. La société "Gio. Ansaldo & Co" commença à chercher des locaux et des équipements pour la production de masse. La décision fut alors prise de créer une société indépendante "Ansaldo Aeronautica Società Anonima" qui intégra la division "Cantieri aeronautici di Borzoli".
La société débuta donc son activité avec la fabrication de l'avion de chasse SV, connu sous le nom Ansaldo SVA. La désignation de l'avion, comme cela était courant à cette époque, rendait hommage à ses concepteurs avec les deux premières lettres du nom de ses deux principaux concepteurs : Savoia et Verduzio, le "A" avait été ajouté pour le constructeur Ansaldo.
Le premier prototype a volé le 19 mars, 1917. Le premier appareil de série, baptisé SVA.2 a été livré à l'automne 1917. 65 exemplaires ont été utilisés pour la formation des pilotes. Ce sont au total plus de 350 exemplaires qui seront fabriqués en 12 mois, jusqu'à la fin de la Première Guerre mondiale.
Le modèle SVA.5, équipés de moteurs SPA 6, marqua l'histoire de l'aéronautique mondiale avec le fameux raid italien sur Vienne du 9 août 1918, en pleine guerre mondiale, Gabriele D’Annunzio à bord d'un Ansaldo SVA.5 piloté par le commandant Natale Palli avec une escadrille de 10 appareils.

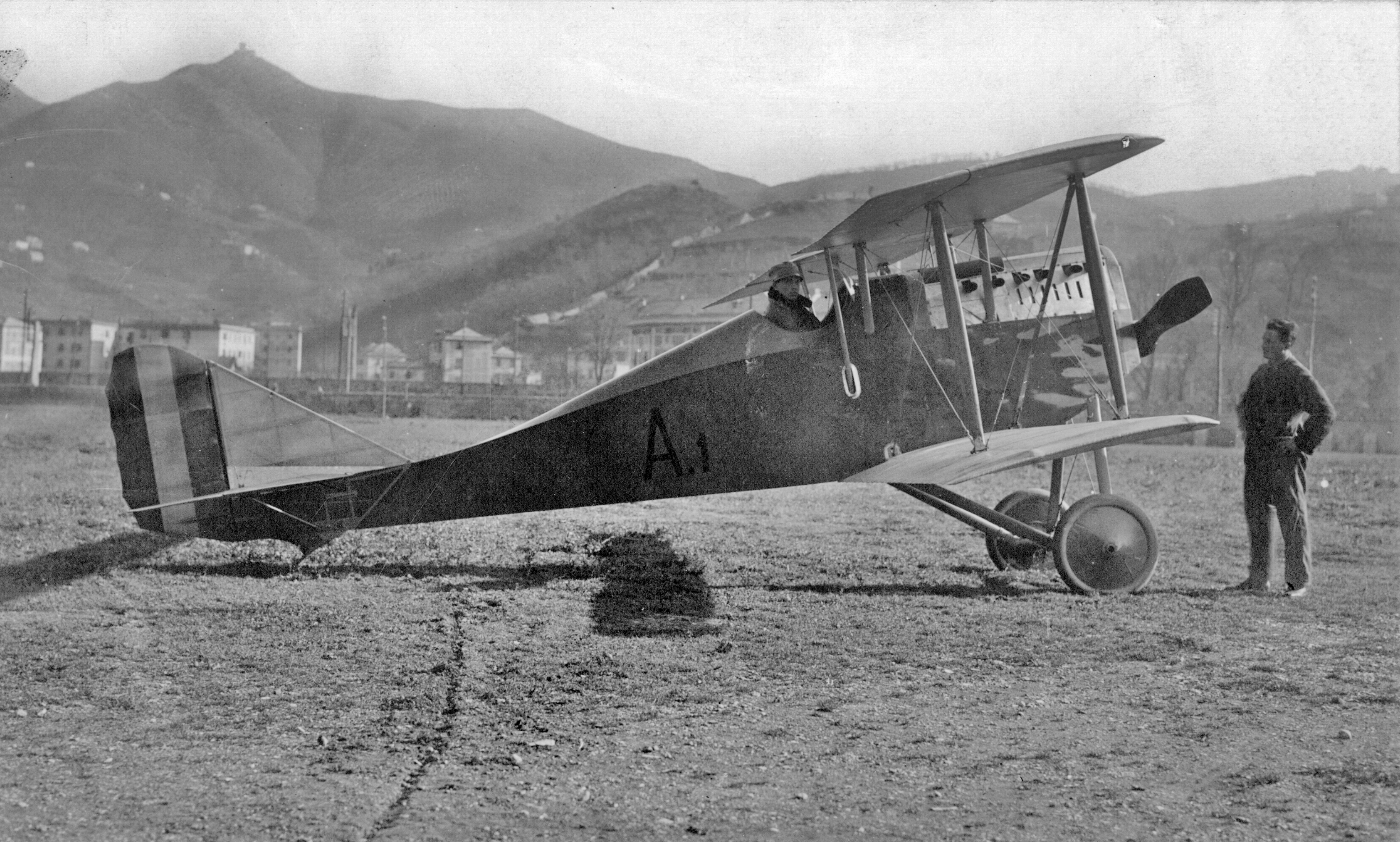
Un Ansaldo A.1 Balilla.

En 1927, la société est cédée à Fiat Aviazione et l'usine prend alors le nom de “FIAT Aeronautica d’Italia S.A.”.

## Avions construits par Ansaldo

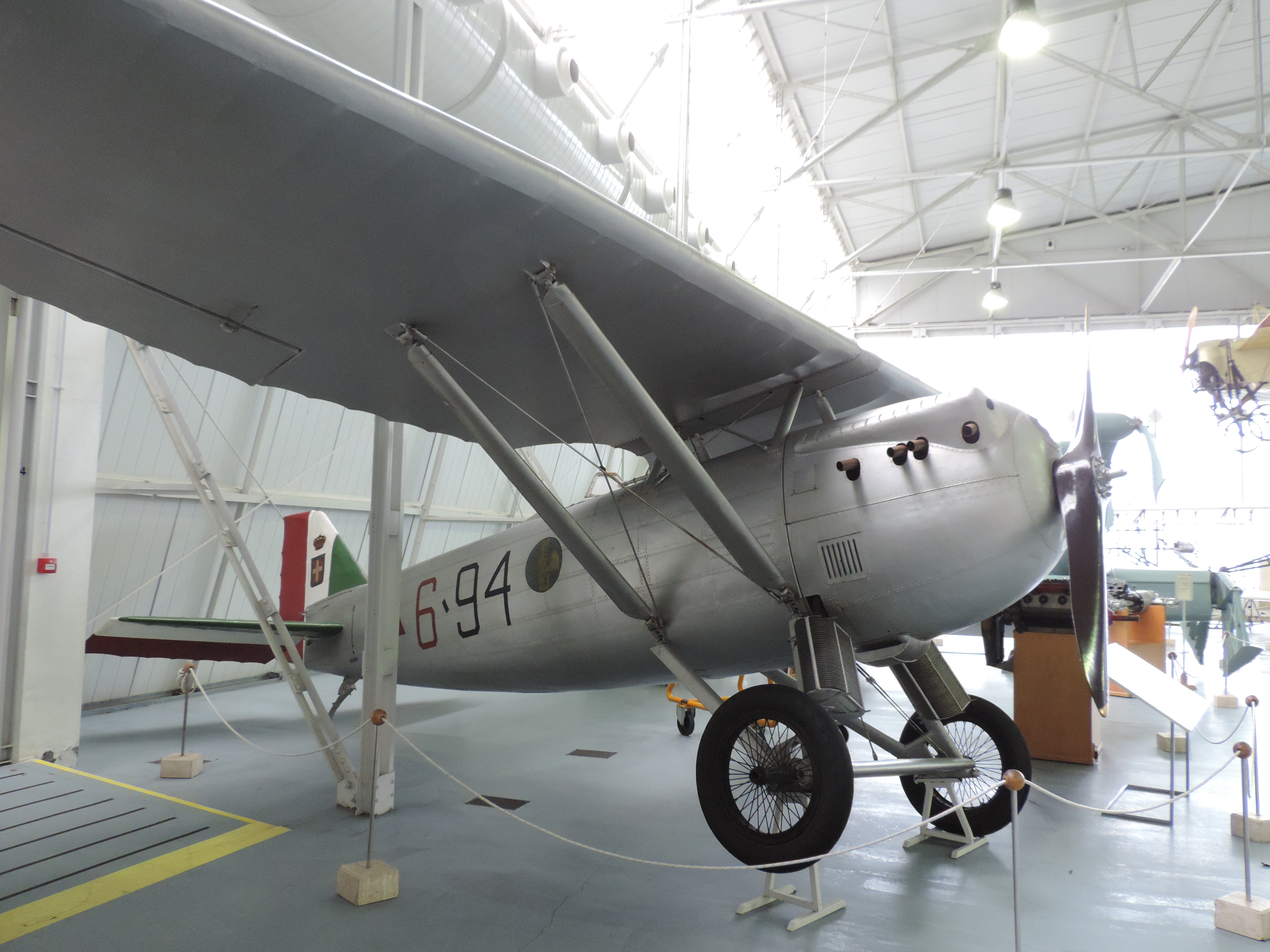
Un Ansaldo AC.2.

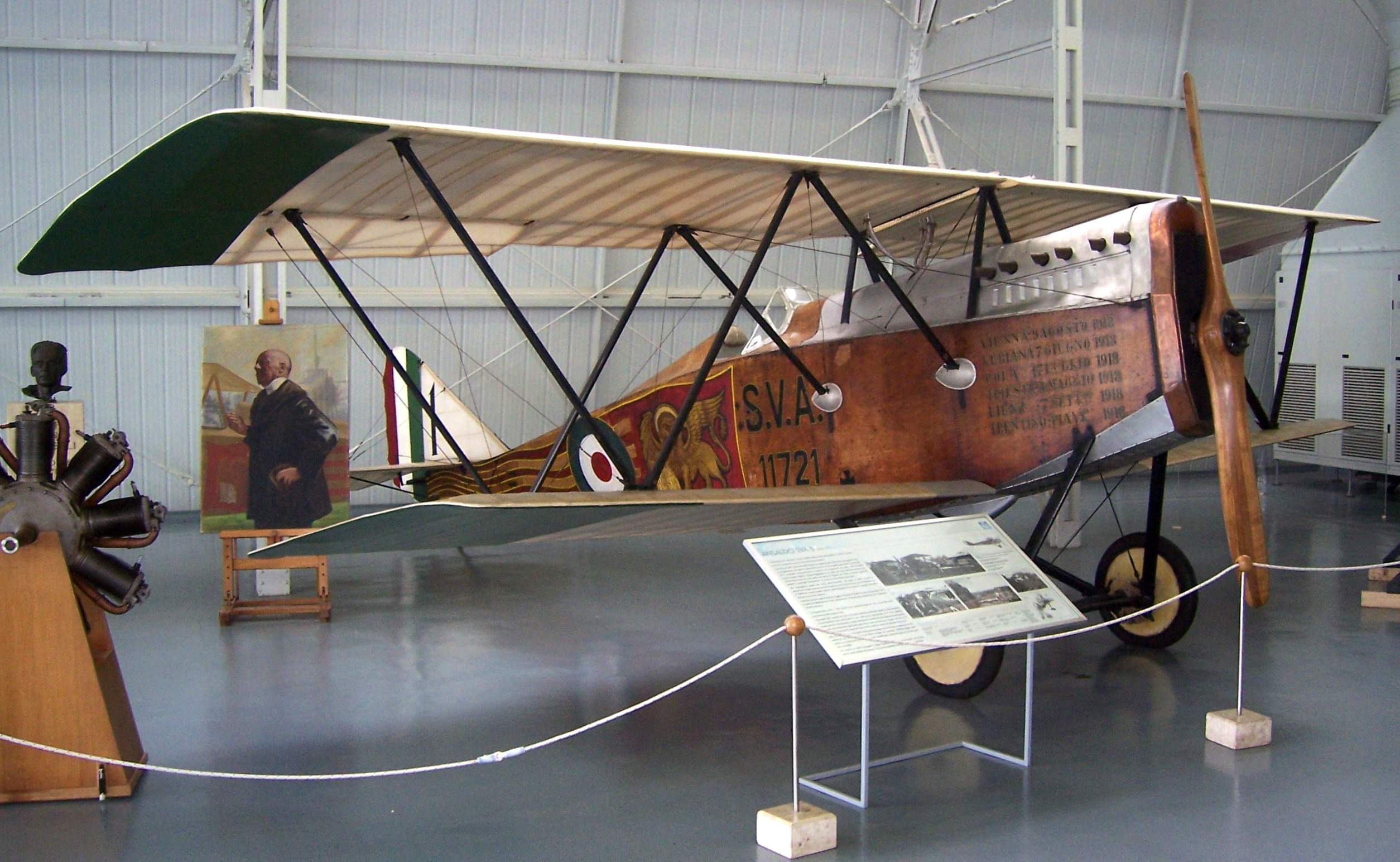
Un Ansaldo S.V.A. 5.

- Ansaldo A.1
- Ansaldo A.300
- Ansaldo AC.2
- Ansaldo SVA
- Un Ansaldo AC.2.Ansaldo SVA.1
- Ansaldo SVA.2
- Ansaldo SVA.3
- Ansaldo SVA.4
- Ansaldo SVA.5
- Ansaldo SVA.6
- Un Ansaldo S.V.A. 5.Ansaldo SVA.8
- Ansaldo SVA.9
- Ansaldo SVA.10
- Ansaldo ISVA
- Ansaldo AP
- Fiat-Ansaldo AS.1
- Fiat-Ansaldo AS.2
- Fiat-Ansaldo TR0.1
- Fiat-Ansaldo A.120